# مطار مهرآباد الدولي
 مطار مهرآباد (بالفارسية: فرودگاه مهرآباد) (إياتا: THR) (ايكاو: OIII) هو مطار يخدم العاصمة الإيرانية طهران وقد كان المطار الأساسي لطهران قبل أن يحل محله مطار الإمام الخميني الدولي في أغلب الرحلات الدولية، يقع المطار بالقرب إلى وسط العاصمة مقارنة مع مطار الخميني الدولي.

## من عام ٢٠٠٠ إلى الآن
بحلول عام ٢٠٠٠، كان المطار يخدم تسعة ملايين مسافر سنويًا، بالإضافة إلى الرحلات العسكرية. وبسبب الازدحام، نصحت شركات الطيران المسافرين بالوصول إلى مهرآباد قبل ثلاث ساعات من موعد المغادرة. افتُتح المطار الجديد، المعروف الآن باسم مطار الإمام الخميني الدولي، عام ٢٠٠٤. إلا أن العوامل السياسية أخرت نقل جميع الرحلات الدولية إلى المنشأة الجديدة. بدأت الخطوط الجوية الإيرانية خدماتها إلى كاراكاس عبر دمشق في مارس ٢٠٠٧. وانتقلت جميع الرحلات الدولية إلى مطار الإمام الخميني بحلول نوفمبر ٢٠٠٧.
في يونيو ٢٠٢٠، أعلن مطار مهرآباد عن بناء مبنى جديد ليحل محل المبنيين ٤ و٦. وكان من المقرر أن يضم المبنى الجديد ٢٠ بوابة (١٠ منها مزودة بجسور نفاثة) ومبنى جديدًا للمسافرين. ولا يُعرف موعد بدء أعمال البناء.
أثناء الغارات الإسرائيلية على إيران في يونيو ٢٠٢٥، أُغلق المطار. وفي ١٤ يونيو ٢٠٢٥، اندلع حريق في حظيرة طائرات عسكرية في المطار.

## الوصول
يخدم المطار محطتان لمترو طهران. إحداهما للمبنيين ١ و٢، والأخرى للمبنيين ٤ و٦.

## انظر ايضًا
- مطار الإمام الخميني الدولي

## وصلات خارجية
- تاريخ الحوادث لـ (THR) على شبكة سلامة الطيران.